# Doratosepion kobiense
Doratosepion kobiense (лат.) — вид головоногих из рода Doratosepion семейства настоящие каракатицы отряда каракатицы.
Максимальная длина 9 см, обычно до 7 см; максимальная зарегистрированная масса 80 г. Обитает в Индо-Тихоокеанской области от Японии до Персидского залива. Донное животное. Безвреден для человека и не является объектом промысла. Для оценки охранного статуса вида недостаточно данных.